# حادثة جزيرة هاينان
```
حادثة جزيرة هاينان
 (
Hainan Island incident
) وقعت في 1 أبريل 2001، عندما اصطدمت طائرة 
استخباراتية
 تابعة 
للبحرية الأمريكية
 
إي بيه-3إي إيريس الثانية (EP-3E ARIES II)
 
وطائرة مقاتلة
 
اعتراضية
 
تابعة لجيش التحرير الشعبي
 (PLAN) شنيانغ جيه-8 في الجو، مما أدى إلى نزاع دولي بين 
الولايات المتحدة
 
وجمهورية الصين
 الشعبية.
```

كانت طائرة إي بيه-3 تعمل على بعد 70 ميل (110 كـم) عن مقاطعة جزيرة هاينان في جمهورية الصين الشعبية، وكذلك حوالي 100 ميل (160 كـم) بعيدًا عن المنشأة العسكرية الصينية في جزر باراسيل، عندما اعترضتها مقاتلتان من طراز جيه-8. تسبب تصادم بين «إي بيه-3» وواحدة من طائرات جيه-8 في اختفاء طيار من جمهورية الصين الشعبية (يُفترض لاحقًا أنه ميت)؛ تم إجبار «إي بيه-3» على الهبوط اضطرارياً على هاينان. تم احتجاز واستجواب أفراد الطاقم البالغ عددهم 24 من قبل السلطات الصينية إلى أن قدمت حكومة الولايات المتحدة بيانًا بشأن الحادث. كانت الصياغة الدقيقة لهذه الوثيقة غامضة عن قصد وسمحت لكلا البلدين بحفظ ماء الوجه مع نزع فتيل وضع متقلب محتمل بين دول إقليمية قوية عسكريًا.

## خلفية
تشمل هذه المنطقة البحرية جزر بحر الصين الجنوبي، والتي تطالب بها جمهورية الصين الشعبية وعدة دول أخرى. وهي واحدة من أكثر المناطق حساسية من الناحية الإستراتيجية في العالم. تختلف الولايات المتحدة وجمهورية الصين الشعبية حول شرعية تحليق الطائرات البحرية الأمريكية في المنطقة التي وقع فيها الحادث. يشكل هذا الجزء من بحر الصين الجنوبي جزءًا من المنطقة الاقتصادية الخالصة لجمهورية الصين الشعبية بناءً على اتفاقية الأمم المتحدة لقانون البحار (UNCLOS) والادعاء الصيني بأن جزر باراسيل تنتمي إلى الصين. تم الاعتراف بهذا الادعاء في الأصل من قبل فيتنام في عام 1958 ولكنها عكست منذ ذلك الحين موقفها للطعن في الادعاء بعد عام 1975 مع نهاية حرب فيتنام. وتبقى الولايات المتحدة على الحياد في هذا النزاع، لكنها تقوم بدوريات بحرية منتظمة بالسفن والطائرات العسكرية، في إطار ما تسميه عمليات «حرية الملاحة». تفسر جمهورية الصين الشعبية الاتفاقية على أنها تسمح لها بمنع العمليات العسكرية للدول الأخرى داخل هذه المنطقة، لكن الولايات المتحدة لا تعترف بمطالبة الصين بجزر باراسيل وتؤكد أن الاتفاقية تمنح حرية الملاحة لجميع طائرات وسفن الدول، بما في ذلك العسكرية. الطائرات والسفن داخل المنطقة الاقتصادية الخالصة للبلد. على الرغم من أن الولايات المتحدة ليست طرفًا في اتفاقية الأمم المتحدة لقانون البحار، إلا أنها قبلت وتمتثل لجميع أحكام المعاهدة تقريبًا.

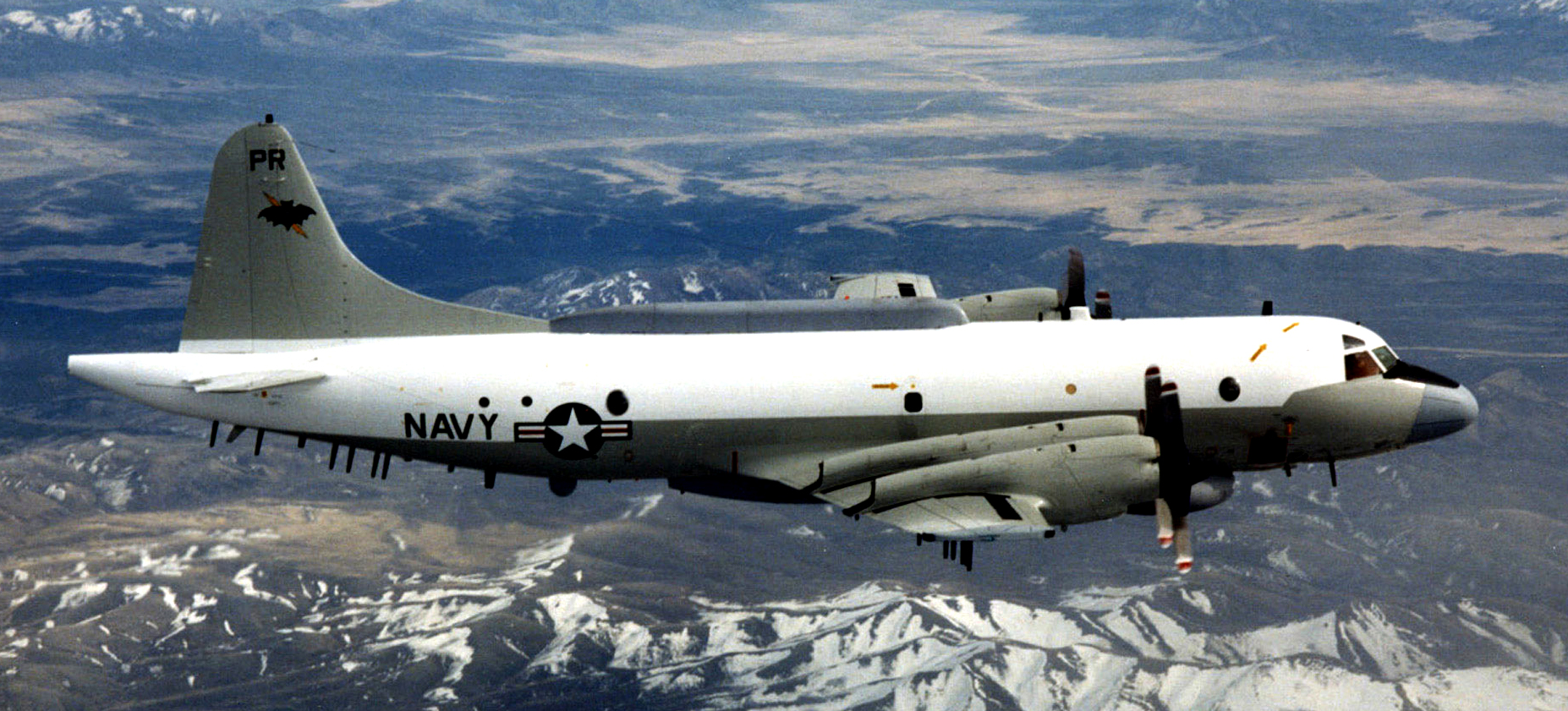
"إي بيه-3إي" من VQ-1

تتمركز قوة جمهورية الصين الشعبية سوخوي سو-27 في هاينان. تضم الجزيرة أيضًا منشأة استخبارات إشارات كبيرة تتعقب النشاط المدني والعسكري في المنطقة وتراقب حركة المرور من أقمار الاتصالات التجارية. ظلت الولايات المتحدة لفترة طويلة تحت المراقبة. في 22 مايو 1951، على سبيل المثال، قام سلاح الجو الملكي البريطاني سوبر مارين سبيتفاير (PR Mk 19) من مطار كاي تاك في هونغ كونغ بمهام استطلاع جوي تصويري بناءً على طلب من المخابرات البحرية الأمريكية.

## في الجو
في 1 أبريل 2001، تم إطلاق «إي بيه-3» (BuNo 156511)، المخصصة لأسطول الاستطلاع الجوي سرب واحد (VQ-1)، «مراقبو العالم») كمهمة (PR32) من قاعدة كادينا الجوية في أوكيناوا، اليابان. حوالي الساعة 9:15 صباحًا بالتوقيت المحلي، قرب نهاية مهمة استخبارات الإشارات (ELINT) الخاصة بـ «إي بيه-3» التي استغرقت ست ساعات، كانت تحلق على 22,000 قدم (6,700 م) و 180 عقدة (210 ميل/س؛ 330 كم/س)، على اتجاه 110 درجة، حوالي 70 ميل (110 كـم) من الجزيرة. اقتربت طائرتان صينيتان من طراز جيه-8 من مطار Lingshui في هاينان. إحدى طائرات جيه-8 (81192)، بقيادة الملازم أول. قام وانغ وي، بتمريرتين متقاربتين إلى «إي بيه-3». في الممر الثالث اصطدمت بالطائرة الأكبر. انقسمت طائرة جيه-8 إلى قطعتين. انفصل رادوم «إي بيه-3» تمامًا وتعرضت المروحة رقم 1 (خارجي يسار) لأضرار بالغة. فقدت بيانات السرعة الجوية والارتفاع، وخفض ضغط الطائرة، وأصبح الهوائي ملفوفًا حول الطائرة الخلفية. اصطدمت زعنفة ذيل جيه-8 بالجنيح الأيسر لـ «إي بيه-3»، مما أجبرها على الاستقامة بالكامل، وتسبب في انقلاب الطائرة الأمريكية إلى اليسار بمعدل ثلاثة إلى أربعة أضعاف الحد الأقصى الطبيعي لها.

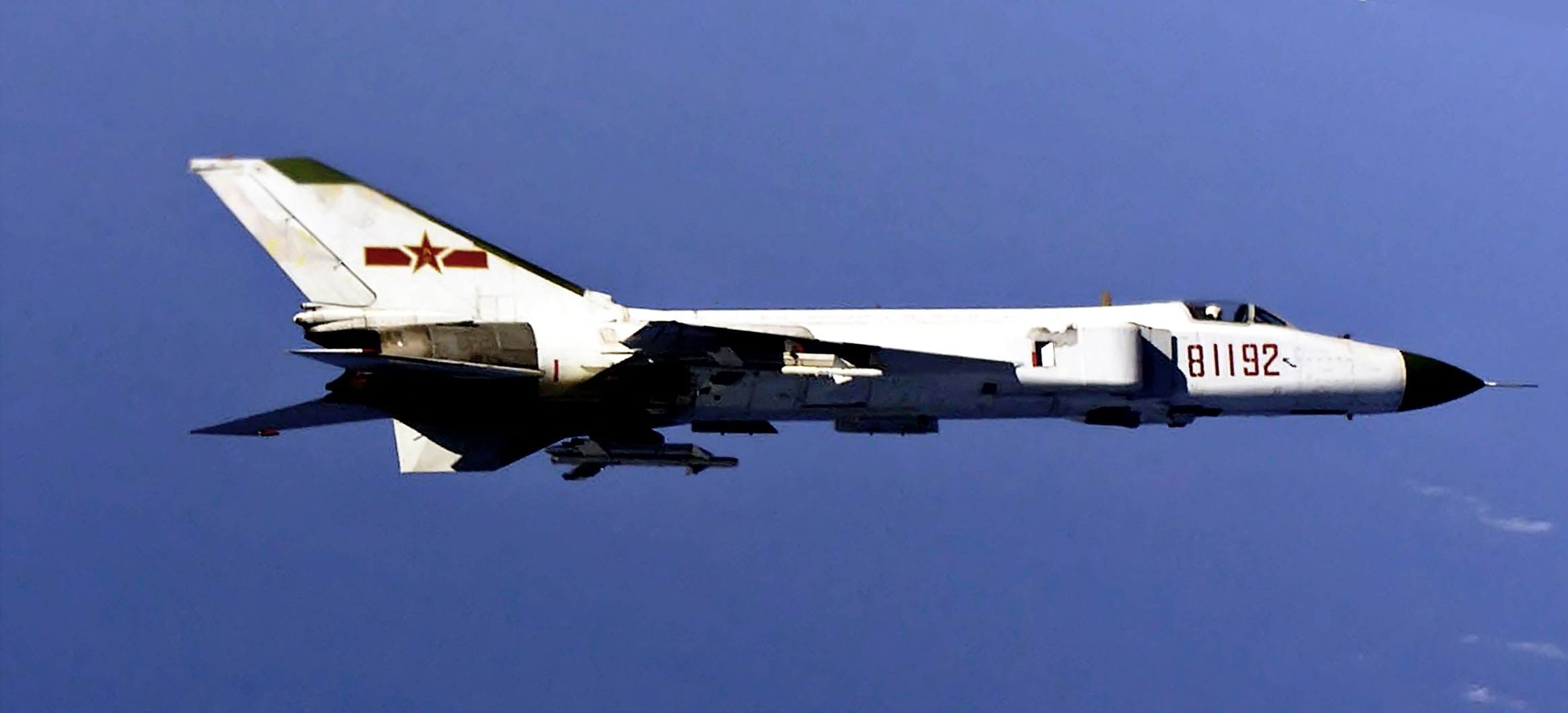
شنيانغ جيه-8 81192، الطائرة التي اصطدمت بطائرة "إي بيه-3"E

أرسل التأثير «إي بيه-3» إلى الغوص بمقدار 30 درجة بزاوية بانك 130 درجة، مقلوبة تقريبًا. انخفض بمقدار 8,000 قدم (2,400 م) في 30 ثانية، وسقط 6,000 قدم (1,800 م) قبل أن يرفع الملازم شاين أوزبورن مستوى أجنحة «إي بيه-3» وأنفها مرفوعة. في مقال في سبتمبر 2003 في Naval Aviation News، قال أوزبورن إنه بمجرد استعادة السيطرة على الطائرة، «دعا الطاقم للاستعداد للإنقاذ». ثم تمكن من التحكم في هبوط الطائرة باستخدام طاقة الطوارئ على المحركات العاملة، مما سمح له بالتخطيط لهبوط اضطراري على هاينان.
لمدة 26 القادمة دقائق، نفذ طاقم الطائرة «إي بيه-3» خطة طوارئ تضمنت تدمير عناصر حساسة على متن الطائرة، مثل المعدات الإلكترونية المتعلقة بجمع المعلومات والوثائق والبيانات. تضمن جزء من هذه الخطة صب القهوة الطازجة في محركات الأقراص واللوحات الأم واستخدام فأس من مجموعة بقاء الطائرات لتدمير محركات الأقراص الثابتة. لم يتم تدريب الطاقم رسميًا على كيفية إتلاف المستندات والمعدات الحساسة، وبالتالي تم ارتجالهم. نتيجة للدمار، تم وصف الجزء الداخلي للطائرات لاحقًا بأنه يشبه «آثار مجموعة الأخوية».
قامت الطائرة «إي بيه-3» بهبوط اضطراري غير مصرح به في مطار لينغشوي، بعد 15 عامًا على الأقل لم يتم الرد على إشارات الاستغاثة، مع تحديد رمز الطوارئ على جهاز الإرسال والاستقبال. هبطت بسرعة 170 عقدة (200 ميل/س؛ 310 كم/س)، مع عدم وجود اللوحات، وعدم وجود تقليم، والمصعد الأيسر التالف، بوزن 108,000 رطل (49,000 كـغ). بعد الاصطدام، أدى فشل مخروط الأنف إلى تعطيل المحرك رقم 3 (الداخلي الأيمن)، ولم يكن من الممكن تغطية المروحة رقم 1 بالريش، مما أدى إلى زيادة السحب على هذا الجانب. لم يكن هناك مؤشر لسرعة الطيران أو مقياس الارتفاع، واستخدم أوزبورن الجنيح الأيمن الكامل أثناء الهبوط. كان المعترض الصيني الباقي قد هبط هناك 10 قبل دقائق.
الملازم أول. شوهد وانغ يخرج بعد الاصطدام، لكن البنتاغون قال إن الأضرار التي لحقت بالجانب السفلي من الطائرة إي بي -3 قد تعني أن قمرة القيادة للطائرة المقاتلة الصينية قد تحطمت، مما يجعل من المستحيل على الطيار البقاء على قيد الحياة. لم يتم العثور على جثة وانغ مطلقًا، وكان يُفترض أنه مات.

### سبب الاصطدام

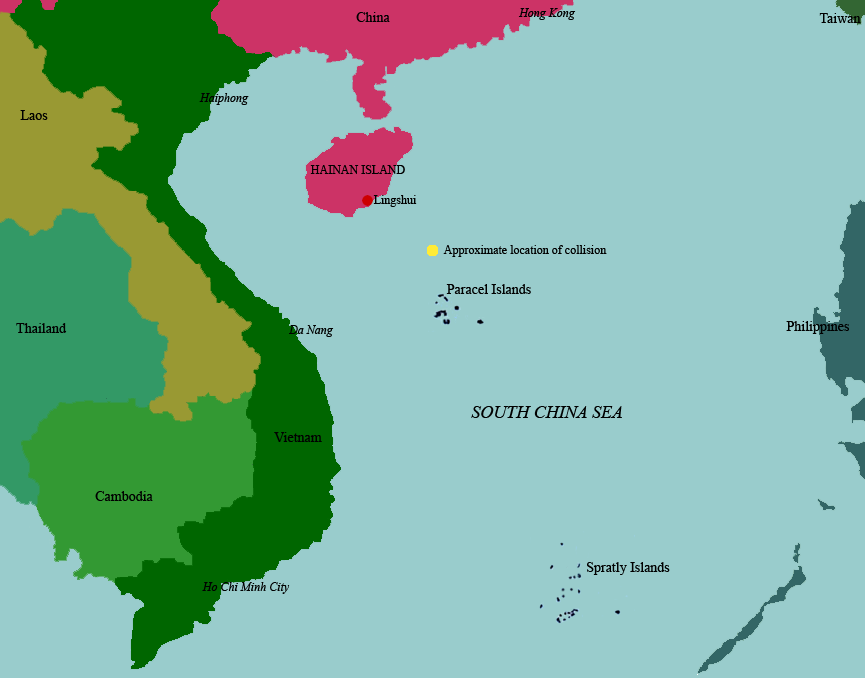
منطقة الاصطدام في بحر الصين الجنوبي

كان كل من سبب الاصطدام وإسناد اللوم محل نزاع. صرحت الحكومة الأمريكية أن الطائرة الصينية اصطدمت بجناح أكبر وأبطأ وأقل قدرة على المناورة «إي بيه-3». بعد العودة إلى الأراضي الأمريكية، سُمح لقائد «إي بيه-3»، الملازم شين أوزبورن، بالإدلاء ببيان موجز قال فيه إن الطائرة «إي بيه-3» كانت تعمل بالطيار الآلي وفي رحلة مستقيمة ومستوية في وقت الاصطدام. وذكر أنه كان «يحرس الطيار الآلي» فقط في مقابلته مع فرونت لاين. ونشرت الولايات المتحدة لقطات فيديو من مهام سابقة كشفت أن طواقم استطلاع أمريكية سبق أن اعترضتها نفس الطائرة.
واستناداً إلى رواية طيار الجناح وانغ وي، صرحت الحكومة الصينية أن الطائرة الأمريكية «انحرفت بزاوية واسعة تجاه الصينيين»، في عملية صدمت طائرة جيه-8. لا يمكن التحقق من هذا الادعاء لأن الحكومة الصينية لم تنشر بيانات من مسجلات الرحلة لأي من الطائرتين، وكلاهما في حوزتها.

## على الأرض
لمدة 15 دقيقة بعد الهبوط، واصل طاقم «إي بيه-3» تدمير العناصر والبيانات الحساسة على متن الطائرة، وفقًا للبروتوكول. نزلوا من الطائرة بعد أن نظر الجنود من خلال النوافذ وصوبوا البنادق وصرخوا عبر مكبرات الصوت. قدم لهم الصينيون الماء والسجائر. تم نقلهم تحت حراسة مشددة إلى ثكنة عسكرية في لونغشوي حيث تم استجوابهم لمدة ليلتين قبل نقلهم إلى مساكن في هايكو، عاصمة المقاطعة وأكبر مدينة في الجزيرة. لقد عوملوا بشكل جيد بشكل عام، لكن تم استجوابهم في جميع الأوقات، وبالتالي كانوا يعانون من قلة النوم. وجدوا الطعام الصيني غير مستساغ لأنه يحتوي على رؤوس أسماك، لكن هذا تحسن لاحقًا. أعطاهم الحراس مجموعات من البطاقات وصحيفة باللغة الإنجليزية. لتمضية الوقت والحفاظ على الروح المعنوية، LTS. ابتكر هونيك وفيغنري إجراءات فكاهية تستند إلى البرامج التلفزيونية (The People's Court) و ساترداي نايت لايف و (The Crocodile Hunter.) تم إجراؤها أثناء ذهابهم لتناول الوجبات، وهي المرة الوحيدة التي كانوا فيها معًا. طوروا تدريجياً علاقات جيدة مع حراسهم، حيث استفسر أحدهم عن كلمات أغنية «فندق كاليفورنيا» التي كتبها النسور.
تم إرسال ثلاثة دبلوماسيين أمريكيين إلى هاينان لمقابلة الطاقم وتقييم ظروفهم والتفاوض بشأن إطلاق سراحهم. وسُمح لهم في البداية بمقابلة الطاقم بعد ثلاثة أيام من الاصطدام. واشتكى المسؤولون الأمريكيون من بطء القرار الصيني.
تم احتجاز أفراد الطاقم البالغ عددهم 24 (21 رجلاً و 3 سيدات) لمدة 10 أيام إجمالاً، وتم الإفراج عنهم بعد فترة وجيزة من إصدار الولايات المتحدة «خطاب الساحرين» إلى الصينيين. نجح الطاقم جزئيًا فقط في تدمير مواد سرية، وبعض المواد التي فشلوا في إتلافها تضمنت مفاتيح تشفير وكتيبات إشارات استخباراتية وأسماء موظفي وكالة الأمن القومي. احتوت بعض أجهزة الكمبيوتر التي تم التقاطها على معلومات مفصلة لمعالجة اتصالات «بروفورما» (PROFORMA) من كوريا الشمالية وروسيا وفيتنام والصين ودول أخرى. حملت الطائرة أيضًا معلومات حول معلمات الباعث لأنظمة الرادار المتحالفة مع الولايات المتحدة في جميع أنحاء العالم. تم الكشف أيضًا عن حقيقة أن الولايات المتحدة يمكنها تتبع غواصات بحرية جيش التحرير الشعبي عبر إرسال الإشارات.

## رسالة آسف
كانت «رسالة الخائفين» ("Letter of the two sorries") هي الرسالة التي أرسلها سفير الولايات المتحدة جوزيف بروهير إلى وزير خارجية جمهورية الصين الشعبية تانغ جياكسوان لنزع فتيل الحادث. أدى تسليم الرسالة إلى إطلاق سراح الطاقم الأمريكي من الحجز الصيني، وكذلك عودة الطائرة المفككة في نهاية المطاف.
ذكرت الرسالة أن الولايات المتحدة «آسفة للغاية» لوفاة الطيار الصيني وانغ وي (王伟)، وأعرب عن «أسفه الشديد» لدخول الطائرة المجال الجوي الصيني وأن هبوطها لم يكن له «تصريح شفهي».
صرحت الولايات المتحدة بأنها «لم تكن رسالة اعتذار»، كما وصفتها بعض وسائل الإعلام الصينية التي تديرها الدولة في ذلك الوقت، ولكنها «تعبير عن الأسف والأسف». كانت الصين قد طلبت في الأصل تقديم اعتذار، لكن الولايات المتحدة أوضحت، «لم نرتكب أي خطأ، وبالتالي لم يكن من الممكن الاعتذار».
كان هناك مزيد من الجدل حول المعنى الدقيق للترجمة الصينية الصادرة عن السفارة الأمريكية. ونقل عن مسؤول كبير بالإدارة قوله «ما سيختار الصينيون وصفه بأنه اعتذار، ربما نختار وصفه بأنه تعبير عن الأسف أو الحزن».

## ما بعد الكارثة
تم إطلاق سراح طاقم الطائرة «إي بيه-3» في 11 أبريل 2001، وعادوا إلى قاعدتهم في جزيرة ويدبي عبر هونولولو، هاواي، حيث خضعوا ليومين من الاستجوابات المكثفة، تلاها ترحيب الأبطال. حصل الطيار الملازم شين أوزبورن على وسام الطيران المتميز عن «البطولة والإنجاز الاستثنائي» في الرحلة. طيار جيه-8، الملازم أول. تم تكريم وانغ وي، بعد وفاته في الصين باعتباره «حارس المجال الجوي والمياه الإقليمية». تلقت أرملته رسالة تعزية شخصية من الرئيس جورج دبليو بوش.

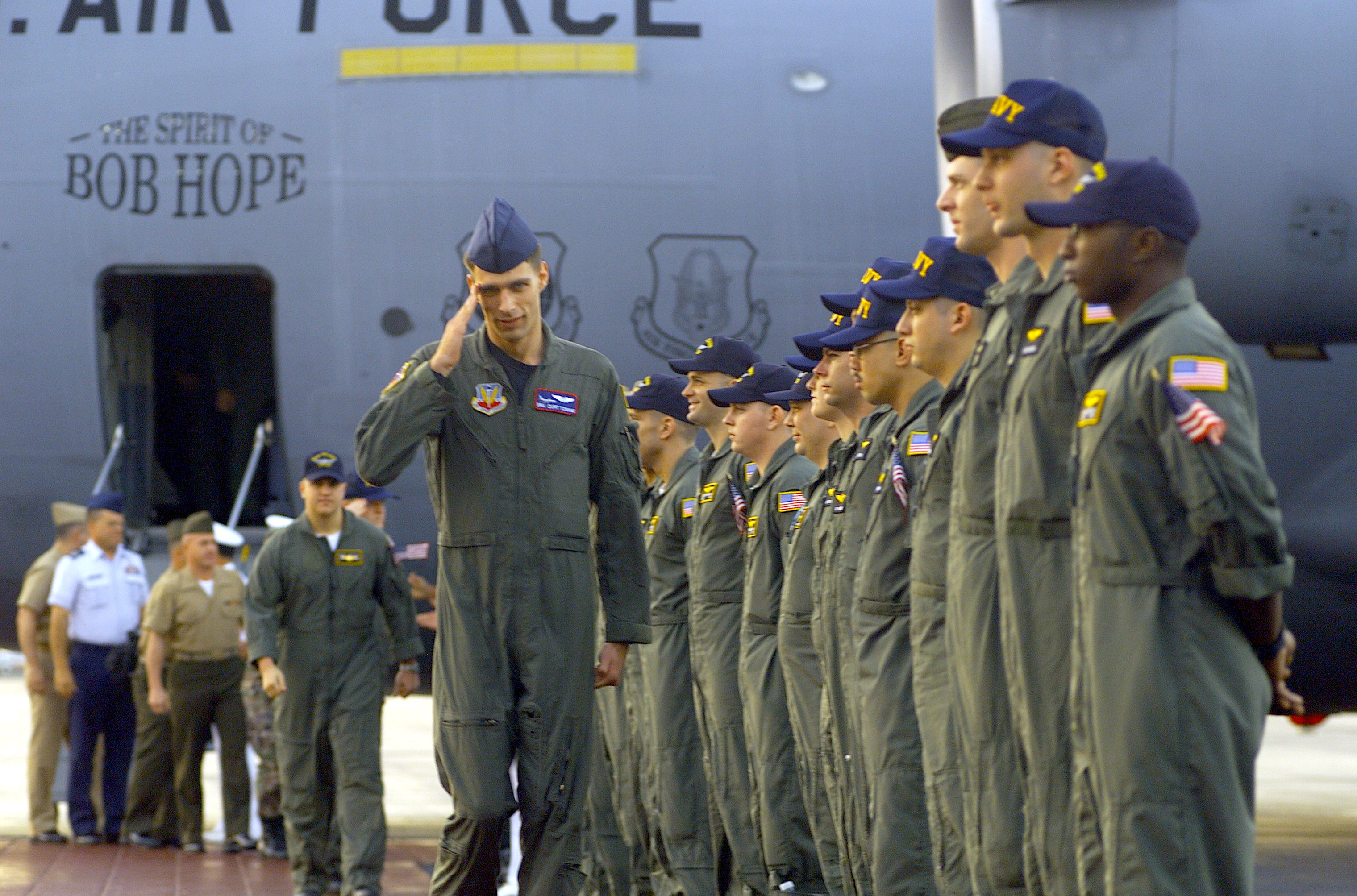
يصل طاقم "إي بيه-3" إلى قاعدة القوات الجوية هيكام في هاواي. (الصورة تحية للطيار الأول في القوات الجوية الأمريكية كورتيس تاون.)

قال مهندسو البحرية الأمريكية إن «إي بيه-3» يمكن إصلاحه في غضون 8-12 شهرًا، لكن الصين رفضت السماح بنقلها قبالة جزيرة هاينان. تم إطلاق الطائرة المفككة في 3 يوليو 2001، وأعادتها شركة الطيران الروسية بوليت إلى الولايات المتحدة في طائرتين من طراز أنتونوف أن-124 روسلان. تمت الإصلاحات في شركة لوكهيد مارتن في ماريتا، جورجيا، لإعادة التجميع ولجعلها صالحة للطيران مرة أخرى. ثم تم نقل الطائرة إلى إل3 تكنولوجيز في واكو، تكساس، للإرسال حيث كانت المزود الرئيسي لصيانة وتحديث «إي بيه-3» في ذلك الوقت. عادت الطائرة إلى العمل قبل 2013.
بالإضافة إلى دفع تكاليف تفكيك وشحن «إي بيه-3»، دفعت الولايات المتحدة ثمن 11 يومًا من الطعام والإقامة التي قدمتها الحكومة الصينية لطاقم الطائرة، بمبلغ 34567.89 دولارًا. وكان الصينيون قد طالبوا بتعويض قدره مليون دولار من الولايات المتحدة عن طائرة جيه-8 المفقودة وطيارها، لكن هذا تم رفضه ولم يتم إجراء المزيد من المفاوضات.
وقع الحادث بعد عشرة أسابيع من تنصيب جورج دبليو بوش كرئيس وكان أول أزمة سياسية خارجية له. وتعرض كلا الجانبين لانتقادات عقب الحدث. الصينيون لخداعهم الذي تم استدعاؤه دون أي تنازلات حقيقية من الجانب الأمريكي بخلاف «خطاب الشجعان»، والولايات المتحدة أولاً لكونها غير حساسة فور وقوع الحدث وبعد ذلك لإصدار الرسالة بدلاً من اتخاذ إجراءات أكثر صعوبة. خط. حاولت الولايات المتحدة اتخاذ نبرة تصالحية في محاولة لتجنب الاعتراضات الصينية على السياسة الخارجية للولايات المتحدة، والتي أصبحت أكثر أهمية بعد هجمات 11 سبتمبر وبداية الحرب على الإرهاب.
بعد الاصطدام، أصبحت مراقبة الصين لرحلات الاستطلاع أقل عدوانية لفترة من الزمن. اعتبارًا من عام 2011، استمرت رحلات طائرات الاستطلاع الأمريكية بالقرب من الساحل الصيني كما كانت قبل الحادث.
هاينان هي حاليًا موطن لقاعدة بحرية جيش التحرير الشعبي قاعدة غواصة هاينان، وهي منشأة تحت الأرض قادرة على دعم غواصات الصواريخ الباليستية النووية. في مارس 2009، قامت السفن والطائرات الصينية بالاقتراب من السفن والطائرات الصينية في عدة مناسبات أثناء تشغيل 75 ميل (121 كـم)، (USNS <i id="mwAR8">Impeccable)</i>، وهي سفينة مراقبة محيط تابعة للبحرية الأمريكية جنوب هاينان؛ في تصرفات وصفها مسؤولو البنتاغون بأنها «عدوانية» و «مضايقة». في أغسطس 2014، احتجت الولايات المتحدة عندما اقتربت طائرة صينية من طراز شنيانغ جيه -11 بي إتش من مسافة 10 متر (30 ft) لطائرة بوينغ بيه-8 بوسيدون التي تقوم بدوريات وإجراء مناورات جوية بما في ذلك لفة برميل. في مايو 2016، احتجت الولايات المتحدة عندما ورد أن طائرتين صينيتين من طراز شنيانغ جيه -11شنيانغ جيه -11 بي إتش اقتربتا من مسافة 15 متر (50 ft) من «إي بيه-3» الأمريكية في دورية «روتينية» حوالي 50 ميل (80 كـم) شرق جزيرة هاينان؛ ردت الصين بالمطالبة بإنهاء المراقبة الأمريكية بالقرب من الصين.

## روابط خارجية
- مقال سي إن إن يغطي الحادث في وقت مبكر
- مقال بي بي سي
- مقابلة على الخط الأمامي مع طيار «إي بيه-3»، شين أوزبورن
- التغطية الإعلامية الصينية CCTV باللغة الصينية
- بعد 10 سنوات

قالب:Aviation accidents and incidents in China